# Ansgar Sebastian Klein
Ansgar Sebastian Klein (* 1966) ist ein deutscher Historiker.

## Leben
Klein absolvierte von 1986 bis 1994 ein Studium der Mittelalterlichen und Neueren Geschichte, der Politischen Wissenschaften und der Neueren deutschen Literaturgeschichte an der Universität Bonn, das er 1994 mit dem Magister Artium abschloss. Nach der mündlichen Prüfung am 5. Juli 2006:2 promovierte er 2007/08 bei Wilhelm Janssen:5 mit der Arbeit Aufstieg und Herrschaft des Nationalsozialismus im Siebengebirge zum Dr. phil.
Klein verfasste zahlreiche Veröffentlichungen zur rheinischen Regionalgeschichte mit besonderem Schwerpunkt auf seiner Heimatstadt Königswinter:5 und dem Siebengebirge sowie Bonn, aber auch einige Gedichte und Erzählungen. Arbeitsgebiete innerhalb und außerhalb der Regionalgeschichte sind der Nationalsozialismus, die Polizeigeschichte und die Außenpolitik des Deutschen Kaiserreiches. Nach einer Anstellung als Wissenschaftlicher Mitarbeiter bei der Universitäts- und Landesbibliothek Bonn ist er derzeit als freiberuflicher Historiker – unter anderem in den Bereichen Genealogie, Archiv, Bibliothek, Dokumentation und Museum – tätig. Klein leitet ehrenamtlich das Archiv des Heimatvereins Siebengebirge e. V.

## Schriften (Auswahl)
- Aufstieg und Herrschaft des Nationalsozialismus im Siebengebirge. Klartext Verlag, Essen 2008, ISBN 978-3-89861-915-8. (zugleich Dissertation Universität Bonn, 2007)
- Bonner Straßennamen. Herkunft und Bedeutung. (=Veröffentlichungen des Stadtarchivs Bonn, Band 70), Stadtarchiv und Stadthistorische Bibliothek, Bonn 2011, ISBN 978-3-922832-48-5.[7]
- „Euthanasie“, Zwangssterilisation, Humanexperimente. NS-Medizinverbrechen an Rhein und Sieg 1933–1945 (= Stadt und Gesellschaft, Bd. 8), Wien/Köln/Weimar 2020.

## Herausgeberschaften
- Edition Königswinter in Zeit und Bild (mit Manfred van Rey), Königswinter 1992–2011.[8]